# Merla dorsigrisa
La merla dorsigrisa (Turdus hortulorum) és un ocell de la família dels túrdids (Turdidae).

## Hàbitat i distribució
Habita boscos poc densos de roures i vegetació de ribera de Sibèria oriental, Manxúria i Corea.